# Lycodon fasciatus
Lycodon fasciatus, tambien coneguda com a serp llop rajada, és una espècie de serp del gènere Lycodon, de la família dels colúbrids, que és originària d'Àsia.

## Troballa i distribució
La serp va ser descrita per primera vegada pel naturalista britànic, John Anderson l'any 1879 i habita en l'Índia (Assam), Myanmar, Tailàndia, Laos, Vietnam, Tibet, sud-oest de la Xina (des de Yunnan i Guangxi fins a Hubei, i en direcció al nord cap a Shaanxi, Gansu, Fujian i Sichuan).